# Turtle Rock Studios
Turtle Rock Studios, Valve South – amerykański producent gier komputerowych. Firma została założona w marcu 2002 roku przez Michaela Bootha. Od 10 stycznia 2008 jest częścią Valve Corporation.
Turtle Rock pracowało nad grą Counter-Strike.
| Rok wydania | Gra                            | Wydawca                 | Platforma                                   |
| ----------- | ------------------------------ | ----------------------- | ------------------------------------------- |
| 2003        | Counter-Strike                 | Microsoft Games Studios | Xbox                                        |
| 2004        | Counter-Strike: Condition Zero | Sierra Entertainment    | Windows, Mac, Linux                         |
| 2004        | Counter-Strike: Source         | Valve Corporation       | Windows, Mac, Linux                         |
| 2004        | Half-Life 2: Deathmatch        | Valve Corporation       | Windows, Mac, Linux                         |
| 2008        | Left 4 Dead                    | Valve Corporation       | Windows, Mac, Xbox 360                      |
| 2009        | Left 4 Dead 2: The Passing     | Valve Corporation       | Windows, Mac, Linux, Xbox 360               |
| 2010        | Left 4 Dead: The Sacriface     | Valve Corporation       | Windows, Mac, Xbox 360                      |
| 2010        | Left 4 Dead 2: The Sacriface   | Valve Corporation       | Windows, Mac, Linux, Xbox 360               |
| 2011        | Leap Sheep!                    | Turtle Rock Studios     | iOs, Android                                |
| 2015        | Evolve                         | 2K Games                | Windows, PS4, Xbox One                      |
| 2016        | Evolve Stage 2                 | 2K Games                | Windows                                     |
| 2016        | Face Your Fears                | Oculus Studios          | Windows, Oculus Go                          |
| 2017        | The Well                       | Oculus Studios          | Oculus Go                                   |
| 2019        | Face Your Fears 2              | Oculus Studios          | Windows, Oculus Quest                       |
| 2019        | Journey of the Gods            | Oculus Studios          | Windows, Oculus Quest                       |
| 2021        | Back 4 Blood                   | Warner Bros. Games      | Windows, PS4, PS5 Xbox One, Xbox Series X/S |